# La Ferté-Saint-Cyr
La Ferté-Saint-Cyr település Franciaországban, Loir-et-Cher megyében. Lakosainak száma 1078 fő (2022. január 1.). La Ferté-Saint-Cyr Ligny-le-Ribault, Crouy-sur-Cosson, Dhuizon, Saint-Laurent-Nouan, Villeny és Beaugency községekkel határos.

## Népesség
A település népességének változása:
| Lakosok száma | 737  | 774  | 809  | 957  | 1053 | 1059 | 1056 | 1055 | 1056 | 1078 |
|               | 1968 | 1982 | 1990 | 2006 | 2013 | 2015 | 2017 | 2019 | 2020 | 2022 |